# イサベル・デ・アラゴン (1302-1330)

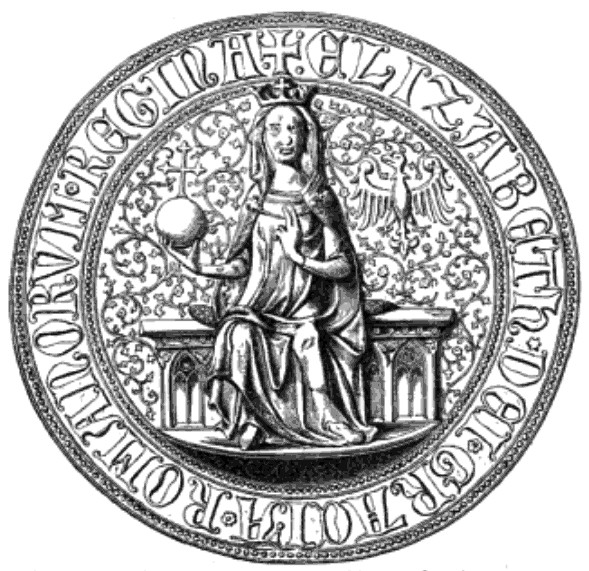
イサベル・デ・アラゴンのシール

イサベル・デ・アラゴン（スペイン語：Isabel de Aragón, 1302/5年 - 1330年7月12日）またはエリーザベト・フォン・アラゴン（ドイツ語：Elisabeth von Aragón）は、アラゴン王ハイメ2世とその2番目の妃ビアンカ・ディ・ナポリの間の娘で、ローマ王（ドイツ王）フリードリヒ3世の王妃。

## 生涯
イサベルは最初アルメニア王オシンと婚約していた。父ハイメ2世はアルメニアのシスにあった聖テクラの聖遺物と引き換えにこの婚約を決めた。ハイメ2世はタラゴナ大聖堂に安置するためこの聖遺物を手に入れようとしていたのである。しかし、カトリック国との結びつきが強まることを危惧したアルメニア貴族らの反対により、この結婚のための交渉は決裂した。
1315年5月11日、イサベルはラーフェンスブルクでローマ王フリードリヒ3世と結婚した。これ以降、オーストリアではエリーザベトとよばれるようになった。1314年10月、フリードリヒ3世はヴィッテルスバッハ家のルートヴィヒ4世とともにローマ王の一人に選ばれていた。この結婚により、イサベルはルートヴィヒ4世の妃ベアトリチェ・シフィドニツカとともにローマ王妃となった。1325年9月5日、フリードリヒ3世とルートヴィヒ4世は、ともに共治王となることで対立を解消した。しかしその後まもなくフリードリヒは、1330年1月13日に死去するまでオーストリアに退いた。
イサベルは死去までの晩年の6年間、目が見えなくなっていたという。1330年7月12日に死去し、ウィーンに埋葬された。

## 子女
- フリードリヒ（1316年 - 1322年）
- エリーザベト（1317年 - 1336年10月23日）
- アンナ（1318年 - 1343年） - 1328年に下バイエルン公ハインリヒ15世と結婚、1336年にゲルツ伯ヨハン・ハインリヒ4世と結婚